# 米雪梅
米雪梅（1975年7月—），甘肃礼县人，汉族，无党派人士。中华人民共和国政治人物、第十三届全国人民代表大会广东地区代表。广东中山工人。

## 生平
2018年2月24日，当选为第十三届全国人大代表。